# Absalom and Achitophel

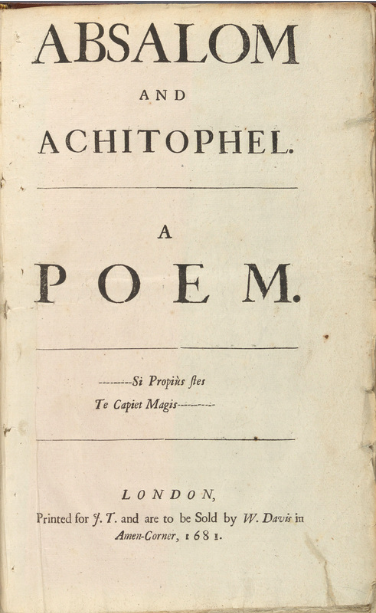
Titelblatt von Absalom and Achitophel, erschienen 1681.

Absalom and Achitophel ist eine bedeutende historische Politsatire von John Dryden. Das Gedicht besteht aus zwei Teilen, von denen der erste, verfasst 1681, unzweifelhaft von Dryden stammt. Der zweite Teil, der 1682 entstand, wurde – von einigen wenigen Passagen abgesehen, inklusive der Angriffe auf die Dichter Thomas Shadwell und Elkanah Settle als Og und Doeg – von anderer Hand geschrieben, wahrscheinlich von Nahum Tate.
Das Gedicht, eine Allegorie, nutzt die Geschichte des Aufstands von Abschalom gegen König David als Grundlage für eine Diskussion über die Hintergründe der Monmouth-Rebellion (1685), der Papisten-Verschwörung (1678) und der Exclusion-Krise.
Die Geschichte von Absaloms Revolte wird im 2. Buch Samuel (Kapitel 14–18) der Bibel erzählt. Absalom rebelliert gegen seinen Vater, König David. Absalom besticht durch sein Äußeres, vor allem durch eine mächtige Haarpracht, die vermutlich seinen Hochmut symbolisieren soll (2 Sam 14,26 ). Als Davids renommierter Berater Ahitofel (Achitophel in der Vulgata) sich Absaloms Rebellion anschließt, verschwört sich ein anderer Berater, Hushai, mit David. Hushai wurde nach außen hin abtrünnig und agierte als Doppelagent. Seine Ratschläge an Absalom spielten jedoch David in die Hände: Entgegen der Empfehlung Ahitofels, der das bevorstehende Scheitern der Rebellion erkannte, heimkehrte und sich erhängte, folgte Absalom dem Rat Hushais. Absalom wurde getötet (trotz eines ausdrücklichen Befehls Davids), nachdem er sich mit seinem langen Haar im Geäst einer großen Eiche verfangen hatte: „His head caught fast in the oak, and he was left hanging between heaven and earth, while the mule that was under him went on“ (2 Sam 18,9, zitiert nach der New Revised Standard Version). Der Tod seines Sohnes Absalom bereitet David großen persönlichen Kummer. Der Titel von William Faulkners Roman Absalom, Absalom! ist dem Trauern Davids entnommen (2 Sam 18,33  oder 19,4 ).
Im Jahr 1681 war Karl II. von England in fortgeschrittenem Alter. Er hatte eine Reihe von Mätressen und zeugte eine Reihe von unrechtmäßigen Kindern. Eines davon war James Scott, Herzog von Monmouth, äußerst beliebt wegen seiner persönlichen Ausstrahlung und seiner Leidenschaft für die protestantische Sache. Karl hatte keine legitimen Nachkommen und sein Bruder, der künftige Jakob II. von England, stand im Verdacht, ein Katholik zu sein. Als sich Karls Gesundheitszustand verschlechterte, herrschte im House of Commons Panik angesichts der Möglichkeit einer von einem römisch-katholischen König regierten Nation. Der Earl of Shaftesbury hatte die Exclusion Bill gefördert und empfohlen, diese wurde aber zweimal durch das House of Lords blockiert. Im Frühjahr 1681 appellierte Shaftesbury im Oxford Parliament an Karl II., Monmouth zu legitimieren. Monmouth wurde bei der Vorbereitung einer Rebellion samt Thronübernahme erwischt, und Shaftsbury wurde verdächtigt, diese Rebellion zu fördern. Das Gedicht entstand, eventuell auf Geheiß Karls, und wurde Anfang November 1681 veröffentlicht. Am 24. November 1681 wurde Shaftesbury festgenommen und wegen Hochverrats angeklagt. Ein Verfahren vor einer von den Whig-Richtern ausgewählten Jury sprach ihn frei.
Später, nach dem Tod seines Vaters und nicht willens, seinen Onkel Jakob II König werden zu lassen, führte der Herzog von Monmouth seine Pläne aus und rebellierte. Die Monmouth-Rebellion wurde niedergeschlagen, und der Herzog wurde 1685 exekutiert.
Drydens Gedicht erzählt die Geschichte der ersten Aufwiegelung, indem er Monmouth zu Absalom macht, dem geliebten Jungen. Karl wird zu David (der ebenfalls notorisch untreu war), und Shaftesbury wird zu Achitophel. Der Text zeigt Buckingham, einen alten Gegner Drydens (s. Drydens Stück The Rehearsal) als Zimri, den untreuen Diener. Das Gedicht lastet die Hauptschuld für die Rebellion Shaftesbury an und macht aus Karl einen widerspenstigen und lieblichen Mann, der mehr König als Vater sein muss. Auch bezieht sich das Gedicht auf den Aufruhr der Papisten-Verschwörung.